# Róo (Outes)
Róo (llamada oficialmente San Xoán de Roo) es una parroquia española del municipio de Outes, en la provincia de La Coruña, Galicia.

## Entidades de población
Entidades de población que forman parte de la parroquia:
- A Central
- Áspera
- A Xurisdicción
- Bendimón
- Brión de Abaixo
- Brión de Arriba
- O Cruceiro de Roo
- Outón
- Roo de Abaixo
- Roo de Arriba
- Viro

## Demografía
| Gráfica de evolución demográfica de Róo entre 2000 y 2019 |
|                                                           |
| Datos según el nomenclátor publicado por el INE.          |